# Neil Halstead

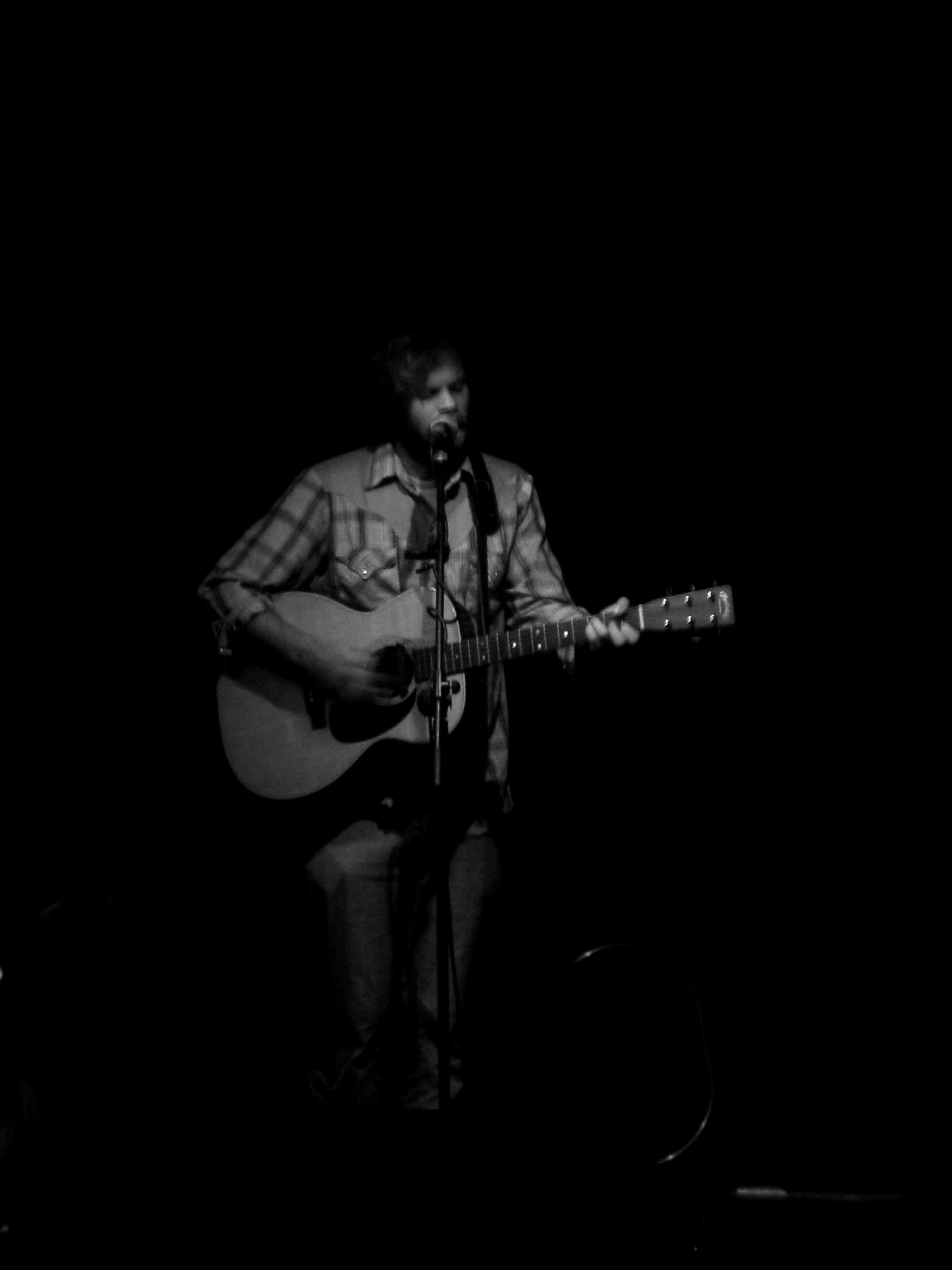
Neil Halstead

Neil Halstead (* 7. Oktober 1970 in Reading, Buckinghamshire, England) ist ein britischer Gitarrist und Singer-Songwriter.

## Leben
Halstead war ein Gründungsmitglied der Shoegaze-Band Slowdive, die zunächst von 1989 bis 1995 bestand und sich 2014 wiedervereinigt hat. Einige Mitglieder von Slowdive gründeten 1995 Mojave 3. Diese Gruppe, deren wichtigster Sänger und Gitarrist Halstead ist, spielt eine Mischung aus Dream Pop und Folk.
In den Jahren seit 2002 hat Halstead drei Alben unter eigenem Namen veröffentlicht. Mit diesem Material tritt er auch international als Solist auf. 2013 erschien bei Sonic Cathedral Recordings unter dem Trio-Bandnamen „Black Hearted Brother“ das Album Stars Are Our Home, das Halstead zusammen mit dem ehemaligen Seefeel-Mitglied Mark van Hoen aufgenommen hat.  
Halstead lebt und arbeitet in Newquay, Cornwall.

## Diskographie
- 2002: Sleeping On Roads, 4AD
- 2008: Oh! Mighty Engine, Brushfire
- 2012: Palindrome Hunches, Brushfire